# Oswald Hall

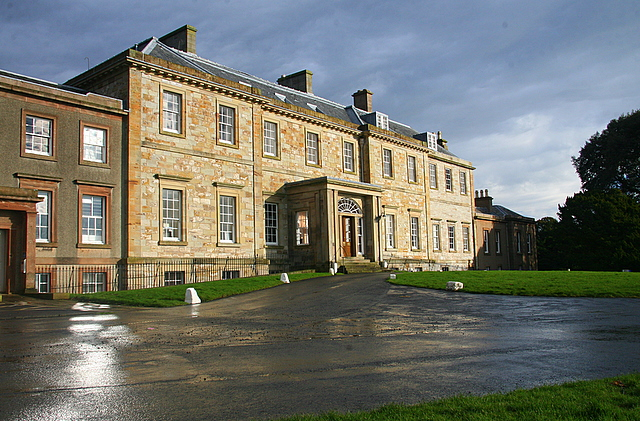
Oswald Hall

Oswald Hall, auch Auchincruive House, ist ein Herrenhaus nahe der schottischen Ortschaft Auchincruive in der Council Area South Ayrshire. 1971 wurde das Bauwerk in die schottischen Denkmallisten in der höchsten Denkmalkategorie A aufgenommen. Des Weiteren bildet Oswald Hall zusammen mit einigen Außengebäuden, darunter Oswald’s Temple, ein Denkmalensemble der Kategorie A.

## Geschichte
Im Jahre 1374 gingen die Ländereien von Auchincruive vom Clan Wallace in den Besitz der Cathcarts über. Ein Tower House unbekannten Baujahrs wurde an diesem Ort erstmals 1532 erwähnt. James Murray, der Auchincruive 1758 erworben hatte, veräußerte das Anwesen weiter an den Kaufmann Richard Oswald. Dieser beauftragte Robert Adam mit der Planung des Herrenhauses, das wahrscheinlich am Ort des Tower Houses entstand. Es wurde 1767 fertiggestellt. Während des späten 18. und frühen 19. Jahrhunderts wurde Oswald Hall umgestaltet und erweitert. Seit 1927 befindet sich das Anwesen in Besitz des West of Scotland Agricultural College.

## Beschreibung
Das Herrenhaus liegt wenige hundert Meter östlich von Auchincruive am Nordufer des River Ayr. Die südwestexponierte Frontseite des zweistöckigen Hauptgebäudes ist sieben Achsen weit. Der hervortretende Eingangsbereich ist mit Flachdach gestaltet. Fünf Stufen führen zu dem zweiflügligen, von Pilastern eingefassten Holzportal. Dieses ist mit Glaselementen gestaltet und wird von acht schlichten Fensterelementen flankiert. Es schließt mit einem ornamentierten, halbrunden Kämpferfenster. Die Fassade ist mit schlichtem Stockwerkgesimse gestaltet. An der Ostseite schließt direkt ein Anbau späteren Datums an, der stilistisch an den ursprünglichen Bau angepasst ist. Daneben setzen zwei einstöckige, jeweils zwei Achsen weite Anbauten die Reihe fort. An der Rückseite des Hauptgebäudes flankieren zwei einstöckige Ausluchten eine größere, über beide Stockwerke reichende Auslucht mit Drillingsfenstern. Das Gebäude schließt mit schiefergedeckten Plattformdächern.